# Velo-Vocha
Velo-Vocha (Grieks: Βέλο-Βόχα) is sedert 2011 een fusiegemeente (dimos) in de Griekse bestuurlijke regio (periferia) Peloponnesos.
De twee deelgemeenten (dimotiki enotita) van de fusiegemeente zijn:
- Velo (Βέλο)
- Vocha (Βόχα)